# Richard Glover
Richard Glover (1712 — 25. november 1785) var en engelsk episk digter.
Glover var købmand, men havde fået en lærd opdragelse og skrev som 16-årig et æredigt til Newton. Hans hovedværk, heltedigtet Leonidas, udkom 1737 og gjorde megen lykke, især blandt Whigerne; det udkom senere i flere forøgede udgaver. En fortsættelse af dette digt er The Atheniad i 30 sange, der blev udgivet efter hans død.
Af hans andre digte kan nævnes: London; or, the Progress of Commerce (1739) og Admiral Hosiers Ghost (1739), en ballade, der skulde vække harme mod spanierne. Han skrev også to tragedier: Boadicea (1735), der foregår i det gamle Britannien, og Medea (1761), der er dannet efter græskt mønster.
Fra 1761 var han i flere år medlem af parlamentet og skrev om sin tids politiske intriger i Memoirs by a distinguished literary and political character from 1742—57, der først blev trykt 1813.